# سفلوپرنام
سفلوپرنام (انگلیسی: Cefluprenam) یک داروی سفالوسپورین نسل چهارم است. این دارو در سال ۲۰۰۸ توسط شرکت داروسازی کوبیست که اکنون منحل شده است، ثبت اختراع شد. یک کارآزمایی بالینی در سال ۱۹۹۷ نشان داد که سفلوپرنام در برابر ذات‌الریه باکتریایی بسیار مؤثر است.